# Make Equal

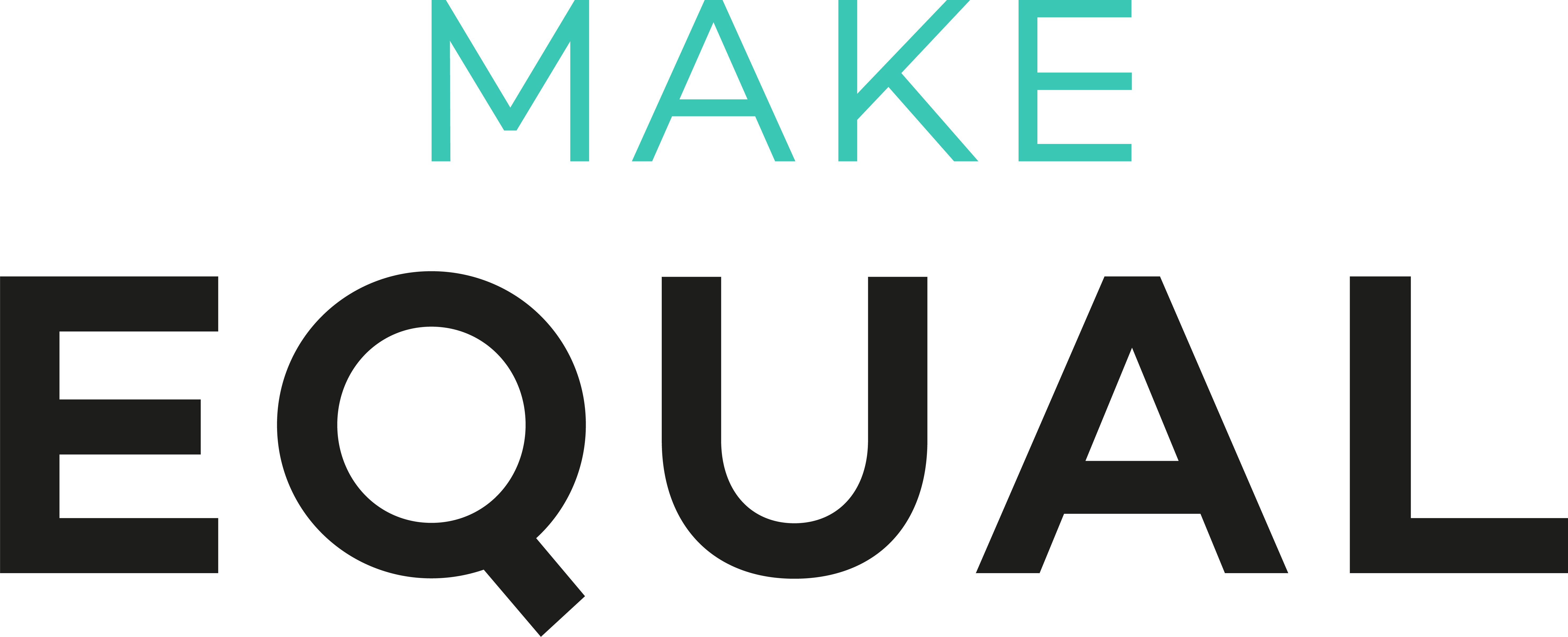
Make Equal logga.

Make Equal är ett företag som hyr ut utbildare, föreläsare och processledare inom jämlikhetsområdet.    
Företaget grundades 2010 av Ida Östensson och arbetar med jämlikhet, jämställdhet, mångfald och inkludering på arbetsplatser. De erbjuder organisationer stöd med föreläsningar, workshops och annan kompetensutveckling,
Make Equal har sitt säte och huvudkontor i Stockholm men tar uppdrag digitalt samt fysiskt – nationellt och internationellt.     

## Verktyg och plattformar
- Man gör skillnad. Kunskap och metoder för att jobba med maskulinitetsnormer.[1]
- Webbutbildning i inkluderande bemötande. Webbutbildning för anställda i offentlig verksamhet.[2]
- Tipsbanken som innehåller skräddarsydda tips för inkluderande bemötande utifrån ens arbetsroll.[3]
- Näthatshjälpen. Samlar kunskap och tips om näthat, samt hur organisationer kan jobba med frågan.[4]
- Killmiddag. Metoden #killmiddag är ett sätt för män att i en trygg miljö prata om hur det är att vara kille/man. På sajten finns gratis samtalsguider och instruktioner utifrån olika teman.[5]
- Allt vi inte pratar om. En satsning bestående av podcast, bok, ljudbok, e-bok, studiehandledning, samtalsguider och sällskapsspel som inspirerar till samtal om mansrollen, kopplat till sex olika teman. På sidan finns också särskild information riktad till fritid- och kultursektorn.[6]
- Allierad. Information och inspiration i form av bland annat korta filmer om att alliera sig i rättighetskamper som inte drabbar en själv.[7]
- Respekttrappan. En digital plattform med övningar för arbetsplatser som vill jobba med inkludering på jobbet, ett samarbete med SBAB.[8]

## Böcker
- 2022 - Okej med dig? Lilla boken om samtycke. Ett samarbete mellan Make Equal, Bonnier Carlsen, Rädda barnen och författaren och illustratören Åsa Karsin och riktar sig till barn i förskoleålder[9].

## Kampanjer
TweeQ (2012) - ett jämställdhetstest på twitter med #tweeq som drevs tillsammans med PR-byrån Edelman Deportivo. TweeQ blev nominerat till Guldägget och 100wattaren och vann 75wattaren i kategorin "Ideellt".  
Twitterklänning (2013) - en "budskapsklänning", som skapades tillsammans med PR-byrån Edelman Deportivo för att väcka diskussion om vilka röster som får höras under politikerveckan i Almedalen. 
FATTA (2013). Tillsammans med föreningen Femtastic grundade Make Equal kampanjen FATTA vars mål var en samtyckeslagstiftning. Numera är FATTA en egen organisation som arbetar för samtycke även i praktiken.
Flickaplattformen (2014). Tillsammans med Hungerprojektet fick Make Equal projektmedel av Postkodlotteriet för att starta projektet Flickaplattformen.
Killmiddag (2016). Sommaren 2016 startade Make Equal satsningen #Killmiddag. Ambitionen med #killmiddag är att ge killar och män chansen att börja med sig själva i kampen för ett jämställt och jämlikt samhälle. Satsningen fick stor uppmärksamhet och en killmiddag hölls bland annat i riksdagen. I samarbete med Svenska institutet släppte Make Equal 2021 en internationell satsning under #Globalguytalk som innehåller samtalsguider och utställningsmaterial för svenska ambassader och konsulat världen över för att starta samtal mellan män som kan påverka destruktiva attityder och öka jämställdheten.
Skärpning (2017). En kampanj mot näthat och för ett inkluderande nätklimat.
#ochjagprotesterade (2017). Under Almedalsveckan startade Make Equal kampanjen #ochjagprotesterade i syfte att påminna om vad normalisering av rasism kan leda till.
Allt vi inte pratar om (2018). En satsning för killar som vill göra upp med mansnormen. Satsningen innehåller en bok som stiftelsens ordförande Ida Östensson skrivit tillsammans med författaren Thor Rutgersson, en podcast med två säsonger, ett spel, en hemsida, en lärarhandledning och en studiehandledning.
Andra exempel på stiftelsens projekt är Make Equal Stories samt Make Equal Music som drivs tillsammans med föreningen Popkollo.

## Utmärkelser
Make Equal har vunnit årets guldkorn av Allmänna Arvsfonden 2015 och Fredrika Bremer-förbundets BRA-pris 2014. För kampanjen TweeQ blev Make Equal nominerade till Guldägget och 100wattaren där de vann 75wattaren i kategorin "Ideellt".
För kampanjen #ochjagprotesterade fick stiftelsen utmärkelser som “Hetast i Almedalen” av PR-byrån Westander, “Coolast i Almedalen” av Nöjesguiden, tredje plats i “Årets digitala kommunikatör” av PR-byrån Springtime, undersökningsbolaget Notified med Dagens Opinion som mediepartner ,  och “22 juli utmärkelsen” som är SSU:s antirasistiska pris för att hedra minnet av människorna som omkom i attentatet på Utøya och i Oslo den 22 juli 2011.  
Den digitala plattformen Respekttrappan var 2019 nominerad till InUse Award. Dessutom har stiftelsens ordförande Ida Östensson har vunnit många priser för sitt arbete för Make Equal.